# پولدهو
پولدهو (به انگلیسی: Poldhu) یک روستا در بریتانیا است که در مولین، کورنوال واقع شده‌است.